# Red Lodge (Montana)

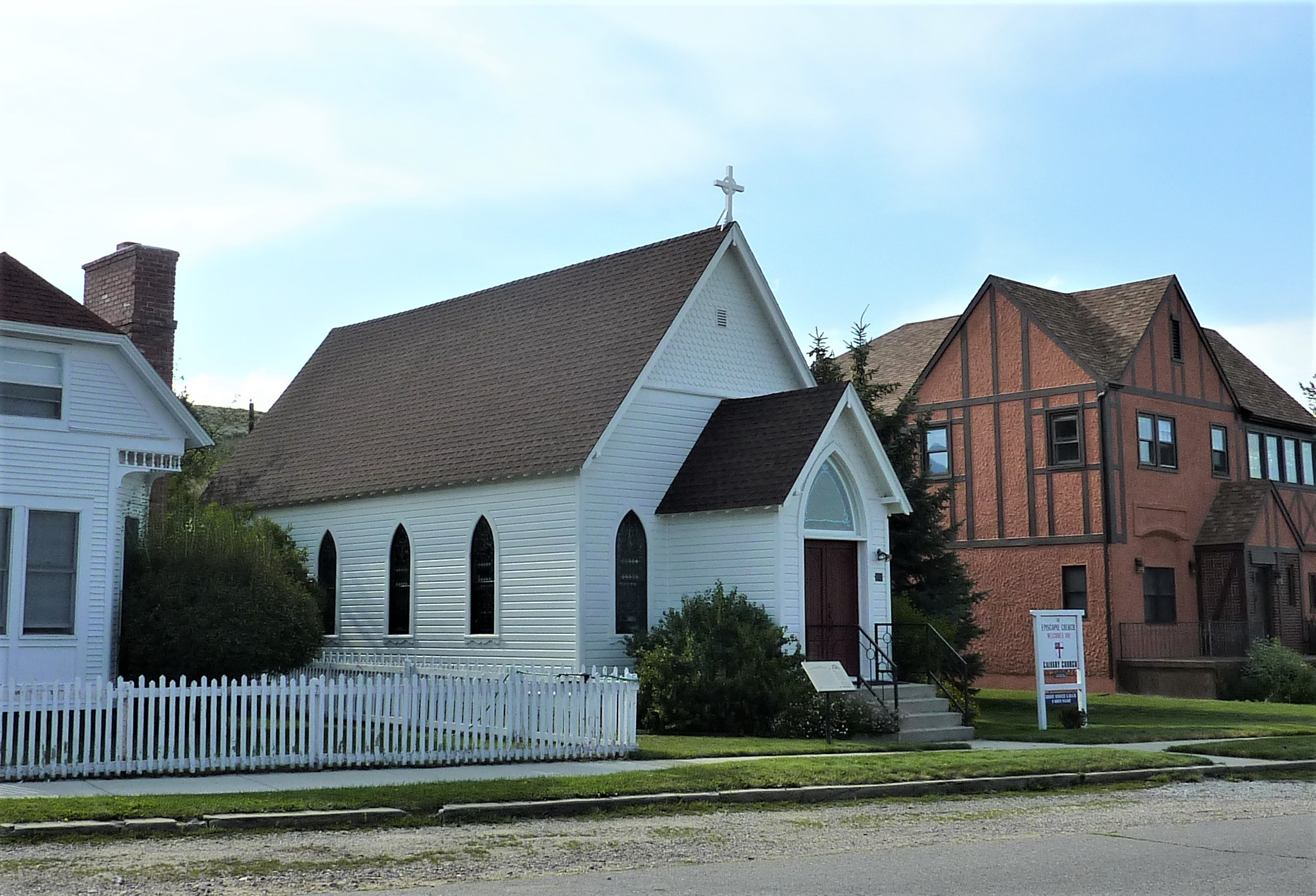
Calvary Episcopal Church

Red Lodge ist eine Stadt im US-Bundesstaat Montana. Der Ort mit 2177 Einwohnern liegt im Carbon County und ist zugleich dessen County Seat (Verwaltungssitz).
1884 gegründet war Red Lodge zunächst eine Durchgangsstation für Reisende, bis in den 1890er Jahren nahe gelegene Kohlevorkommen entdeckt wurden und der Ort einen Aufschwung erlebte. Bergarbeiter kamen vornehmlich aus Europa und ließen sich nieder, sodass die Stadt im Jahr 1911 um die 5000 Einwohner hatte. In den 1920er Jahren begann der Niedergang des Bergbaus in der Gegend. Das letzte noch arbeitende Bergwerk wurde bald nach einem Unglück im Jahr 1943 geschlossen, bei dem 74 Bergleute starben.
Seit 1936 ist Red Lodge mit dem Beartooth Highway und damit auch dem Yellowstone-Nationalpark verbunden. Der Ort ist heute touristisch erschlossen.

## Sehenswürdigkeiten
- St. Olaf Lutheran Church
- Calvary Episcopal Church, als Denkmal im National Register of Historic Places eingetragen.[3]